# Tall Paul
Tall Paul is de werknaam van de Britse dj en producer Paul Newman (Blackpool, 5 mei 1971). Hij werd vooral bekend van de plaat Let me show you van Camisra, die in het voorjaar van 1998 een bescheiden hit werd. Ook had hij een hit in eigen land met Precious heart, waarop hij een sample van INXS gebruikte. 

## Geschiedenis
Paul kwam in het vak van dj als zoon van een clubeigenaar. Vader Danny Newman bezat de club Turnmills, waar Paul vanaf zijn veertiende zo nu en dan stond te draaien. Hij weet een reputatie op te bouwen en wordt naarmate de jaren verstrijken in steeds meer grote clubs geboekt. In februari 1995 komt hij onder de aandacht doordat hij een Essential mix doet voor de BBC. Hij zal dit in hetzelfde jaar en in 1996, 1997, 1999 en 2004 nog eens doen. Ook verschenen er rond de millenniumwisseling een groot aantal mixalbums. In 1999 maakte hij er twee samen met Judge Jules.
Vanaf de vroege jaren negentig produceert Newman ook platen onder diverse projectnamen. Vaak ook in samenwerking met anderen. Zijn eerste succes is het nummer Rock da house, dat in 1994 verschijnt. Daarna maakte hij ook een nieuwe remix van Fools gold van The Stone Roses. Een nog grotere hit heeft hij in 1998 met het nummer Let me show you van Camisra, dat op de golven van de UK garage groot wordt. Na nog enkele singles laat hij Camisra voor wat het is en gebruikt hij zijn eigen naam om een album te produceren. Het album wordt vooraf gegaan door de single Precious heart (2001) dat gebruik maakt van samples van Never Tear Us Apart van INXS. Het nummer bereikt in eigen land de top 20. Het album Back and Forth, waar ook zijn Camisra-hit aan is toegevoegd, doet echter maar weinig. Daarna produceerde hij nog slechts sporadisch maar is hij nog altijd actief als dj. Wel werkt hij in 2008 nog samen met Matt Darey, op diens project Urban Astronauts.

## Discografie
- Back and Forth (2001)

| Single met eventuele hitnotering(en) in de Nederlandse Top 40 | Datum van verschijnen | Datum van binnenkomst | Hoogste positie | Aantal weken | Opmerkingen                           |
| ------------------------------------------------------------- | --------------------- | --------------------- | --------------- | ------------ | ------------------------------------- |
| Let Me Show You                                               | 1998                  | 14-03-1998            | tip8            |              | als Camisra / Dancesmash op Radio 538 |

- Library of Congress Control Number: n2008069477
- MusicBrainz: d5ede9f8-dfc4-400b-90d3-2e34cb5d76e0
- Virtual International Authority File: 126289890